# Paris kann warten
Paris kann warten (Originaltitel: Paris can wait) ist eine romantische Komödie der Regisseurin Eleanor Coppola aus dem Jahr 2016 mit Diane Lane, Arnaud Viard und Alec Baldwin in den Hauptrollen.

## Handlung
Michael Lockwood, ein vielbeschäftigter amerikanischer Filmproduzent, ist mit seiner Frau Anne auf dem Rückweg von einem Besuch am Filmfestival Cannes. Aus beruflichen Gründen muss er vor dem geplanten gemeinsamen Urlaub in Paris nach Budapest fliegen. Anne will ihren Mann im Privatjet begleiten, kann aber wegen ihrer Ohrenentzündung nicht fliegen. Jacques, ein Geschäftspartner von Michael, bietet sich an, Anne mit dem Auto nach Paris mitzunehmen. So fahren die beiden mit Jacques’ altem Peugeot 504 Cabrio Richtung Paris.
Jacques nutzt diese Autofahrt, um Anne die landschaftlichen und kulinarischen Vorzüge Frankreichs näherzubringen. Während der Reise macht Anne mit ihrer kleinen Leica immer wieder Aufnahmen, mit Vorliebe die appetitlich angerichteten Speisen und Gläser mit Getränken in den Restaurants. Weil Jacques’ Portemonnaie verloren gegangen ist, bittet er Anne um ihre Kreditkarte, mit der alle Rechnungen unterwegs beglichen werden. Anne findet es zwar befremdlich, für die Reiseausgaben aufkommen zu müssen, doch schweigt sie.
Die beiden halten beim römischen Aquädukt Pont du Gard, und Anne schießt eine ganze Serie von Porträtfotos ihres Begleiters. Die Nacht verbringt Anne in einem von Jacques vorgebuchten Hotelzimmer, Jacques aber wahrscheinlich bei der Kellnerin, die ihn als alten Freund begrüßt hat. Sie speisen davor ausgiebig im angeschlossenen Gourmet-Restaurant, und Jacques verwöhnt sie mit Schokoladendesserts, ihrem „geheimen Laster“, wie sie sagt. Nach einigen Gläsern Wein reden die beiden offen über Lebensglück und Jacques’ verflossene Liebe. Anne genießt die Aufmerksamkeit, die sie von Jacques bekommt.
Bei einem Tankstopp verschwindet Jacques mitsamt seinem Auto und kehrt kurz darauf mit einem Rücksitz voll Rosen zurück. Später, bei einer Autopanne, findet sich ein fantastischer Picknickkorb im Kofferraum, dessen Inhalt die beiden an einer malerischen Anhöhe über der Rhône verzehren. Anne kann den gerissenen Keilriemen mit ihrer Strumpfhose provisorisch reparieren. Da der Mechaniker im nächsten Dorf sich weigert, dieses Wrack von einem Wagen zu reparieren, müssen sie auf ein Mietauto umsteigen.
In Lyon treffen sie im Musée Lumière Martine, eine Freundin von Jacques. Martine und Jacques ziehen sich unter einem Vorwand zurück, während Anne eine Privatführung durchs Museum bekommt. Nach einem ausgiebigen Mittagessen besuchen die drei ein Stoffmuseum, das Musée des Tissus et des Arts décoratifs, wo Anne ausgiebig Details der ausgestellten Stoffe fotografiert. Als Jacques die Fotos in der Kamera anschaut, zeigt er sich begeistert von ihrem Blick für Details und rät ihr, das Fotografieren professionell zu praktizieren.
Beim Besuch der Kathedrale Sainte-Marie-Madeleine in Vézelay erzählt Anne von ihrem Baby aus erster Ehe, das nach nur 39 Tagen wegen eines Herzfehlers gestorben ist. Nach einem ausgiebigen Abendessen kontaktiert Michael seine Frau telefonisch. Er ist sehr besorgt, weil sie alleine mit einem Franzosen an ihrer Seite unterwegs ist und eigentlich schon längst in Paris sein müsste. Schließlich erreichen Anne und Jacques Paris. Anne wohnt in der Wohnung von Freunden. Jacques gesteht seine Zuneigung zu Anne und küsst sie. Anne scheint endlich seinem Charme zu erliegen, weist ihn dann aber unmissverständlich ab. Er bittet sie noch um eins ihrer Fotos und möchte sie einige Wochen später in San Francisco treffen.
Am nächsten Tag bekommt sie von Jacques per Boten Schokolade und das Bargeld für die Ausgaben, die mit Annes Kreditkarte beglichen wurden.

## Kritiken
Die Reaktionen in der Presse fielen gemischt aus. Die Kritikerin der Welt schreibt: „Angesichts von „Paris kann warten“ fragt man sich, warum Mr. Coppola seine Mrs. Coppola nicht davon abgehalten hat, so einen Schmonzes abzuliefern“, während die Wiener Presse durchaus Positives in dem Film entdeckt: „Coppolas Film besticht vor allem mit einer inszenatorischen Gelassenheit, die viele Jungfilmer vermissen lassen,“ urteilt Andrey Arnold.
Die Frankfurter Rundschau nennt den Film „[...] ein Alterswerk in mehrfacher Hinsicht – sagenhaft gelassen, voll zärtlicher Ironie und voller Hingabe für die südfranzösische Pracht, ob diese in landschaftlichen oder kulinarischen Reizen besteht.“
Die Reaktion in den USA war wenig freundlich, einigen Kritikern gefiel nicht, dass die meisten Lacher auf Kosten der Amerikaner gingen: die Kampagnen gegen das Rauchen, schlechtes Essen, Gummikäse und Rosen, denen der Duft abgezüchtet wurde.

## Veröffentlichung
Die Premiere des Films erfolgte beim Toronto International Film Festival 2016 am 12. September 2016.

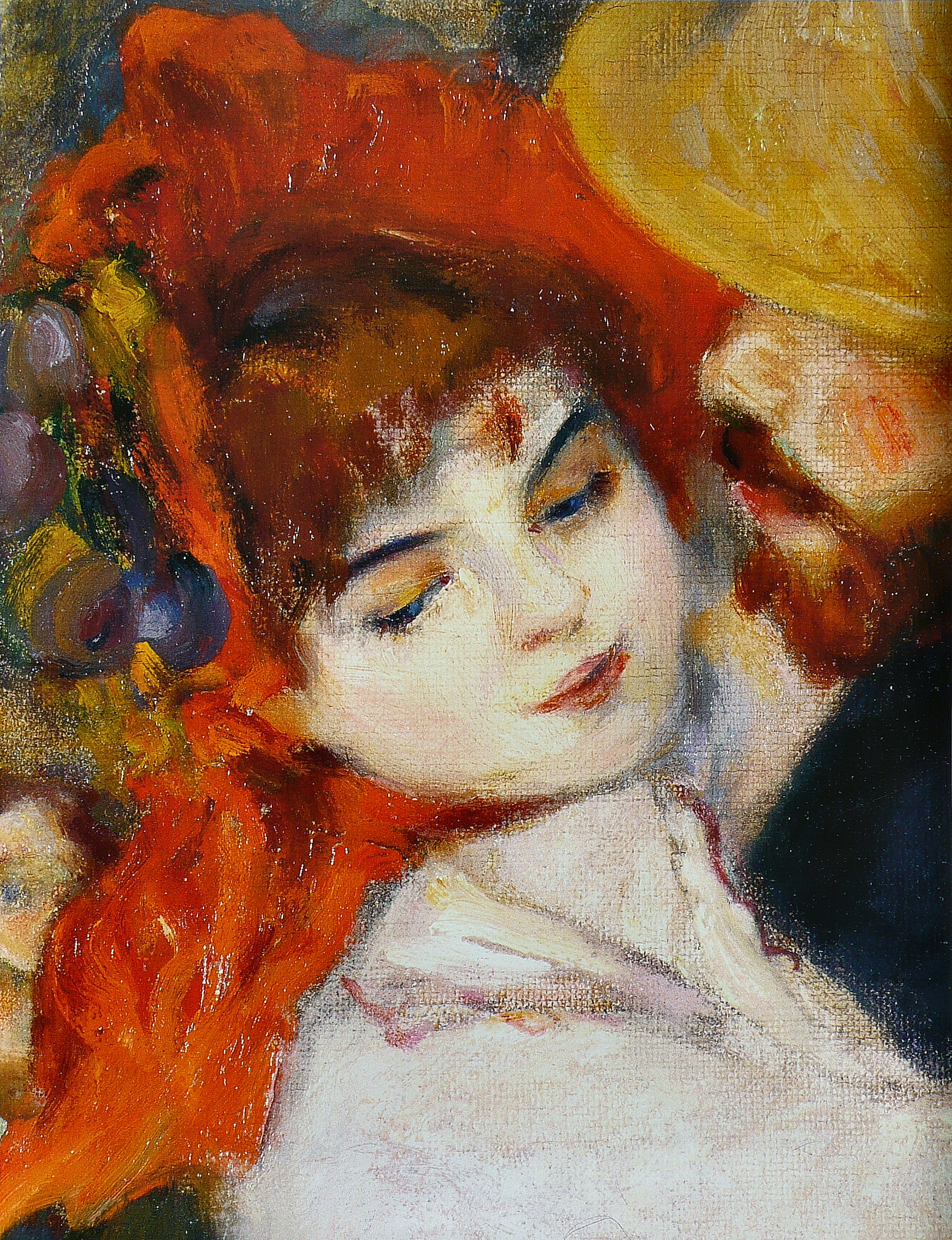
Renoir: Danse à Bougival, Ausschnitt

## Synchronisation
Synchronstimme von Diane Lane ist Arianne Borbach, von Alec Baldwin Klaus-Dieter Klebsch und Patrice Luc Doumeyrou spricht die Rolle von Arnaud Viard.
| Rollenname | Darsteller      | Deutsche Synchronstimme |
| ---------- | --------------- | ----------------------- |
| Anne       | Diane Lane      | Arianne Borbach         |
| Michael    | Alec Baldwin    | Klaus-Dieter Klebsch    |
| Jacques    | Arnaud Viard    | Patrice Luc Doumeyrou   |
| Alexandra  | Eleanor Lambert | Maximiliane Häcke       |
| Carole     | Élodie Navarre  | Angela Ringer           |

## Hintergrund
Eleanor Coppola hat sechs Jahre an dem Filmscript gearbeitet. Auslöser für das Roadmovie war eine Reise von Cannes nach Paris, die sie 2009 nach den Filmfestspielen in Begleitung eines Geschäftspartners von Coppola unternommen hatte. Die Fahrt dauerte länger als geplant und entwickelte sich, wie sie sagt, unerwartet zu einer gastronomischen Reise, die sich im Nachhinein als „Augenöffner“ und „Befreiungserfahrung“ herausstellte (a trip that turned out to be such an eye-opening and liberating experience).
Jacques verweist im Film zwei Mal auf Bilder französischer Maler, die kurz in den Film eingeblendet werden. Während des Picknicks erwähnt er das Frühstück im Grünen von Édouard Manet. Während des letzten Abendessens, als die beiden kurz miteinander tanzen, erzählt er vom Tanz in Bougival von Pierre-Auguste Renoir.
Der Film ist der erste Spielfilm, den Eleanor Coppola inszenierte. Zuvor drehte sie mehrere Dokumentationen.